# Hebei FC
Hebei Football Club (Chinees: 河北華夏幸福足球俱樂部) is een Chinese professionele voetbalclub uit Qinhuangdao. De club werd in 2010 opgericht. In 2015 promoveerde Hebei China Fortune naar de Super League.

## Naamsveranderingen
- 2010: oprichting club onder de naam Hebei Zhongji
- 2015: Hebei China Fortune
- 2021: Hebei FC

## Bekende (oud-)trainers
- Miroslav Radović (2015)
- Li Tie (2016)
- Manuel Pellegrini (2016–2018)
- Chris Coleman (2018–2019)

## Bekende (oud-)spelers
- Wang Yang (2014–2017)
- Edu (2015)
- Nenad Milijaš (2015)
- Gervinho (2016–2018)
- Ersan Gülüm (2016–2018)
- Gaël Kakuta (2016–2018)
- Ezequiel Lavezzi (2016–2019)
- Stéphane Mbia (2016–2018)
- Hernanes (2017–2018)
- Javier Mascherano (2018–2019)
- Samir Memišević (2020–)

Beijing Guoan · 
Cangzhou Mighty Lions ·
Changchun Yatai ·
Chengdu Rongcheng ·
Henan · 
Meizhou Hakka · 
Nantong Zhiyun · 
Qingdao Hainiu ·
Qingdao West Coast ·
Shandong Taishan · 
Shanghai Shenhua ·
Shanghai Port ·
Shenzhen Peng City ·
Tianjin Jinmen Tiger · 
Wuhan Three Town
Zhejiang